# Nhân cách người lãnh đạo
Nhân cách người lãnh đạo là tổ hợp những đặc điểm, phẩm chất tâm lý của cá nhân người lãnh đạo, quy định hành vi xã hội, giá trị xã hội và bản sắc của cá nhân đó. Trong đó: “Tổ hợp” những đặc điểm, phẩm chất tâm lý này quan hệ tác động qua lại trong một cấu trúc nhất định, cấu trúc khác nhau nhân cách khác nhau. “Bản sắc” là nói đến cái riêng, cái đơn nhất. “Giá trị xã hội” là muốn nói các thuộc tính đó thể hiện ở việc làm, cách ứng xử, và hoạt động phổ biến được xã hội đánh giá.

## Nhân cách con người
Nhân cách con người được hiểu như sau:
- Là tư cách và phẩm chất con người (Từ điển Tiếng Việt  Hoàng Phê. Nhà xuất bản Đa nẵng- H.2006. tr 710)
- Là tổng hòa tất cả những gì hợp thành con người, một cá nhân với bản tính rõ nét: Đặc điểm thể chất, tài năng, phong cách, ý chí đạo đức, vai trò xã hội. (Từ điển Tâm lý học - Nguyễn Khắc Viện. Nhà xuất bản Ngoại văn.H 1991 tr 190).
- Là toàn bộ những đặc điểm, phẩm chất tâm lý cá nhân quy định giá trị xã hội và hành vi xã hội của họ (Phạm Minh Hạc – Tâm lý học Nhà xuất bảnGD 1988 tr 85)
- Nhân cách được hình thành quá trình cuộc sống và hoạt động. Từ khi sinh ra đến – “nên thân người”...

## Đặc điểm

### Tính thống nhất
Nhân cách là chỉnh thể thống nhất của nhiều thuộc tính, đặc điểm tâm lý; các thuộc tính, đặc điểm tâm lý của một cá nhân đều liên quan mật thiết với nhau tạo thành một chỉnh thể. Khi đánh giá một đặc điểm, thuộc tính nhân cách nào đó của một người cần xem xét trong mối liên hệ với các đặc điểm nhân cách khác.

### Tính ổn định
Chỉ những đặc điểm tâm lý có tính ổn định tương đối mới được coi là thuộc tính của nhân cách.

### Tính tích cực
Nhân cách là sản phẩm của xã hội đồng thời cũng là chủ thể của các mối quan hệ xã hội, nên nhân cách mang tính tích cực; thể hiện ở các hoạt động thích nghi và cải tạo thế giới và bản thân – nguồn gốc tính tích cực là nhu cầu...

### Tính giao lưu
Nhân cách chỉ có thể hình thành, phát triển gắn liền với các hoạt động và trong quan hệ giao lưu với những nhân cách khác.

## Cấu trúc
- Theo quan niêm coi nhân cách theo lĩnh vực, nhân cách bao gồm 3 lĩnh vực cơ bản là: Nhận thức (bao gồm tri thức và năng lực trí tuệ), rung cảm (tình cảm và thái độ) và phẩm chất ý chí.
- Quan niệm coi nhân cách gồm nhiều tầng, cấu trúc gồm có: Tầng “nổi” gồm Ý thức, tự ý thức và ý thức nhóm. Tầng “Sâu” gồm tiềm thức và vô thức.
- Quan niệm về các mặt đào tạo, nhân cách gồm: Đức, trí, thể, mỹ, lao động.
- Quan niệm nhân cách gồm: Xu hướng, tính cách, năng lực và khí chất.
- Quan niệm ở Việt Nam: Nhân cách gồm đức và tài, hay phẩm chất và năng lực.

## Xu hướng nhân cách

### Khái niệm
Những thuộc tính tâm lý đóng vai trò như động lực thúc đẩy nhân cách hoạt động, đồng thời qui định chiều hướng vận động và phát triển của nhân cách người lãnh đạo. Xu hướng được biểu hiện thông qua: nhu cầu, hứng thú, định hướng giá trị, lý tưởng, thế giới quan.

### Biểu hiện

#### Nhu cầu
Nhu cầu là những đòi hỏi tất yếu con người cần thỏa mãn để tồn tại và phát triển; bao gồm nhu cầu về thể chất và nhu cầu tinh thần...; hoặc nhu cầu bậc thấp nhu cầu bậc cao. Đối với người lãnh đạo, bên cạnh nhu cầu của con người bình thường còn có nhu cầu về: đóng góp giá trị bản thân nhiều nhất cho cộng đồng xã hội; mong muốn tạo nên sự thay đổi sáng tạo theo hướng tốt đẹp hơn (cá nhân, tập thể và xã hội); có quyền uy để gây ảnh hưởng mạnh mẽ và rộng rãi đến cấp dưới đạt được nhiều thành tựu trong sự nghiệp.

#### Định hướng giá trị
Giá trị là một yếu tố quan trọng nhất mà người lãnh đạo sẽ cân nhắc và cách thức mà họ xác định một vấn đề nào đó. Các giá trị lãnh đạo theo đuổi: nhận biết, quyền lực, chủ nghĩa hưởng thụ, vị tha, liên kết, truyền thống, an toàn, thương mại, thẩm mỹ, khoa học.

#### Hứng thú
Khi người lãnh đạo thấy ý nghĩa hoạt động lãnh đạo cảm thấy bị lôi cuốn và hấp dẫn của công việc lãnh đạo. Người lãnh đạo say mê với công việc lãnh đạo, hướng dẫn, hỗ trợ tập thể, cộng đồng đạt đến mục tiêu chung; vì thế, người lãnh đạo thường làm việc quá giờ quy định mà không thấy mệt mỏi; không có hứng thú sẽ không có nhiều năng lượng vượt qua thử thách để đi đến mục tiêu.

#### Lý tưởng
Người lãnh đạo hướng đến mục tiêu cao đẹp, hấp dẫn bản thân và nhiều người khác đi theo. Mục tiêu này không xa thực tiễn, được xây dựng trên cơ sở thế giới quan khoa học, phương pháp tư duy khoa học, hiểu bối cảnh xã hội của cơ quan, hiểu qui luật vận động của chính trị, kinh tế, xã hội...

#### Thế giới quan
Thế giới quan có vai trò định hướng, điều chỉnh mọi hoạt động, giúp người lãnh đạo nhìn nhận, đánh giá thế giới xung quanh và bản thân, định hướng cho thái độ và hành vi hoạt động. Người lãnh đạo phải có thế giới quan khoa học, nhìn nhận thế giới trong sự vận động, phát triển và trong mối quan hệ biện chứng của hệ thống mở.

## Tính cách

### Khái niệm
Tính cách người lãnh đạo là hệ thống thái độ của người lãnh đạo đối với tự nhiên, xã hội và bản thân, biểu hiện ở hệ thống hành vi tương ứng. Hệ thống thái độ bao gồm:
- Thái độ với bản thân: nghiêm với mình, hiểu đúng mình mình là ai trong mỗi tình huống cụ thể: là lãnh đạo, là cầu nối, là cấp dưới...
- Thái độ với mọi người (với cấp trên, cấp dưới và cùng cấp): Tôn trọng, yêu thương con người vì con người.
- Thái độ đối với công việc: nghiêm túc, tận tụy, trách nhiệm, làm đến nơi, đến chốn...

Theo Hồ Chí Minh, tư cách của người Công an cách mệnh là: "Đối với tự mình, phải cần, kiệm, liêm, chính. Đối với đồng sự, phải thân ái giúp đỡ. Đối với Chính phủ, phải tuyệt đối trung thành. Đối với nhân dân, phải kính trọng, lễ phép. Đối với công việc, phải tận tụy. Đối với địch, phải cương quyết, khôn khéo”.

### Một số tính cách
Tính tiên phong thể hiện có tham vọng, hòa đồng, thích chịu trách nhiệm với người khác, có nhiều bạn.
Tính thông cảm: tế nhị trong mối quan hệ liện nhân cách, đồng cảm với mọi người.
Tính đáng tin cậy, bao gồm: cẩn thận, làm việc có kế hoạch, thực hiện những gì đã hứa.
Tính dễ thích ứng thể hiện ở việc điều chỉnh để thích nghi, giữ được bình tĩnh trong trường hợp bị áp lực, miễn nhiễm với những lời chỉ trích.
Tính sẵn sàng trải nghiệm thể hiện ở việc tò mò ham hiểu biết, có phương pháp học tập...
Chủ tịch Hồ Chí Minh khái quát về tính cách người cán bộ cách mạng nói chung và cán bộ lãnh đạo nói riêng: Cần, kiệm, liêm, chính, chí công vô tư, trung thành với Đảng, với Tổ quốc, với nhân dân; lý luận gắn với thực tiễn, lời nói phải đi đôi với việc làm…
Tư cách một người cách mệnh (theo Đường Kách Mệnh - Hồ Chí Minh):
- Tự mình phải cần, kiệm, hòa mà không tư, cả quyết sửa lỗi mình, cẩn thận mà không nhút nhát, hay hỏi, nhẫn nại (chịu khó), hay nghiên cứu xem xét, vị công vong tư, không hiếu danh, không kiêu ngạo, nói thì phải làm, giữ chủ nghĩa cho vững, hy sinh, ít lòng ham muốn về vật chất, bí mật.
- Đối với người phải: với từng người thì khoan thứ, với đoàn thể thì nghiêm, vó lòng bày vẽ cho người, trực mà không táo bạo, hay xem xét người.
- Làm việc phải: Xem xét hoàn cảnh kỹ càng, quyết đoán, dũng cảm, phụng tùng đoàn thể.

Theo Quyết định số 89 - QĐ/TƯ ngày 4/8/2017 về khung tiêu chuẩn chức danh, định hướng khung tiêu chí đánh giá đánh giá cán bộ lãnh đạo quản lý các cấp, tính cách người lãnh đạo như sau:
- Đạo đức trong sáng; trung thực, khiêm tốn, giản dị, tâm huyết và trách nhiệm với công việc, cần, kiệm, liêm, chính, chí công vô tư.
- Tâm huyết trách nhiệm với công việc. Không háo danh, không tham vọng quyền lực.
- Có ý thức kỷ luật, tinh thần đoàn kết, gương mẫu, thương yêu đồng chí, đồng nghiệp.
- Công bằng, chính trực, đấu tranh chống chủ nghĩa cá nhân, chống những biểu hiện “lợi ích nhóm”, “tự diễn biến”, “tự chuyển hóa”.

## Năng lực

### Khái niệm
Năng lực của người lãnh đạo là tổ hợp những đặc điểm tâm lý phù hợp với yêu cầu đặc trưng của hoạt động lãnh đạo, đảm bảo cho cá nhân đó có thể thực hiện hoạt động lãnh đạo có hiệu quả. Đặc trưng hoạt động lãnh đạo là hoạt động phức tạp: cần đủ thông tin, đủ thời gian; phụ thuộc vào tình huống; ảnh hưởng phạm vi rộng lớn, thời gian lâu dài và người lãnh đạo phải chịu trách nhiệm về quyết định của mình.

### Năng lực cụ thể
Các nhóm năng lực cụ thể: Tư duy và tầm nhìn, năng lực trí tuệ cảm xúc, giao tiếp, năng lực giải quyết vấn đề...
Theo Quyết định số 89 - QĐ/TƯ ngày 4/8/2017 về khung tiêu chuẩn chức danh, định hướng khung tiêu chí đánh giá đánh giá cán bộ lãnh đạo quản lý các cấp, năng lực người cán bộ lãnh đạo như sau:
- “Có tư duy đổi mới, có tầm nhìn và phương pháp làm việc khoa học, có năng lực tổng hợp, phân tích dự báo. Có khả năng phát hiện những mâu thuẫn, thách thức thời cơ, thuận lợi, những vấn đề mới, những hạn chế bất cập trong thực tiễn; mạnh dạn đề xuất những nhiệm vụ, giải pháp phù hợp, khả thi.
- Có năng lực thực tiễn, nắm bắt và hiểu biết cơ bản tình hình thực tế để cụ thể hóa và tổ chức thực hiện có hiệu quả đường lối của Đảng, chính sách pháp luật của Nhà nước ở lĩnh vực địa bàn được phân công;
- Cần cù, chịu khó, năng động, sáng tạo, dám nghĩ, dám làm và dám chịu trách nhiệm vì nhân dân phục vụ.
- Có khả năng lãnh đạo, chỉ đạo, gương mẫu quy tụ và phát huy sức mạnh của tập thể, cá nhân; được cán bộ, đảng viên, quần chúng nhân dân tin tưởng tín nhiệm.”

## Bài liên quan
- Nhà chính trị tiêu biểu
- Tầm nhìn lãnh đạo